# Rendez-vous
|  | Denne artikel er oprettet af botten PalnaBot ud fra en ekstern database. Den kan derfor have sproglige fejl eller mangler. Denne skabelon kan fjernes efter kontrol af indholdet. |

Rendez-vous er en film instrueret af Ole Roos efter manuskript af Ole Roos.

## Handling
»Rendez-vous« ligger i forlængelse af instruktøren Ole Roos' tidligere portrætfilm om den store franske skuespiller Michel Simon fra 1964. De havde en aftale om at mødes 10 år efter for at fortsætte projektet; men Michel Simon døde. Filmen er et poetisk stemt og personligt erindringsbillede, hvor Ole Roos, på sporet af den tabte tid, igen vender tilbage til Paris, til skuespillerens tomme residens, for at ære hans minde. Dette blander sig med andre erindringsbilleder: Misantropen Michel Simon fortæller om sit brogede liv, vi ser udvalgte klip fra hans film og møder ham i vinterhaven i det gamle hus, med alskens erotisk kunst, masser af kæledyr og forbudte pornofilm.